# Kustai
Kustai là một thị trấn thống kê (census town) của quận Dhanbad thuộc bang Jharkhand, Ấn Độ.

## Nhân khẩu
Theo điều tra dân số năm 2001 của Ấn Độ, Kustai có dân số 12.268 người. Phái nam chiếm 56% tổng số dân và phái nữ chiếm 44%. Kustai có tỷ lệ 62% biết đọc biết viết, cao hơn tỷ lệ trung bình toàn quốc là 59,5%: tỷ lệ cho phái nam là 72%, và tỷ lệ cho phái nữ là 49%. Tại Kustai, 15% dân số nhỏ hơn 6 tuổi.